# 수리고고학
수리고고학(數理考古學, mathematical archeology)이란 수학을 이용하여 고고학을 연구하는 학문을 말한다. 주로 당시의 건축물, 유물 또는 부조의 각도나 길이(높이, 폭)와 관련된 의미를 천문학적인 사실을 바탕으로하여 연구하는 학문이다. 특히 길이와 관련된 연구에는 그 당시에 쓰였던 도량형을 통하여 당시의 각 나라 간의 문화적 교류를 알 수 있다.

## 참고 자료
- 첨성대의 수리적 철학(瞻星臺의 數理的 哲學; Philosophy of the draft of Chumsungdae), 백인수,김태식, 경주사학 31집(2010), 129-150.
- 황룡사지 목탑의 비례(皇龍寺址 木塔의 比例; Ratios of the imperial dragon temple's wooden pagoda), 백인수,김태식, 경주사학 32집(2010), 23-47.
- 감은사지 태극 장대석의 수리천문학적 의미(感恩寺址 太極 長臺石의 數理天文學的 意味; Mathematical and Astronomical Implication of Taegeuk Stone Rods of Kameun Temple Site), 백인수,김태식, 한국콘텐츠학회논문지 Vol. 11 No. 3(2011), 460-466.
- 감은사지 태극 장대석은 고도의 천문학 상징체계(법보신문 기사): https://web.archive.org/web/20160328190931/http://www.beopbo.com/news/view.html?section=1&category=83&no=66976
- 황룡사지 목탑과 장육존상의 위치관계,백인수,김태식, 황금숙, 경주사학 33집(2011), 23-46.
- 운주사와 황룡사(雲住寺와 皇龍寺: The Woonju temple and the Imperial dragon temple), 백인수, 경주사학 35집(2012), 1-20.
- 영녕사와 황룡사(The Eternal Peace temple and the Imperial dragon one), 백인수, 경주사학 37집(2013), 33-52.
- 길이 인도척(尺)의 발상지 인 모헨조다로(en: Mohenjo-daro)와 인도의 상업적 거래에 쓰인 길이의 설명: http://www.ancientindia.co.uk/staff/resources/background/bg16/home.html
- 모헨조다로의 도량형: History_of_measurement_systems_in_India
- 모헨조다로의 자(ruler): http://factsofindia.blogspot.com/2008/11/indias-contributions-to-world-in.html